# 広島市立中山小学校
広島市立中山小学校（ひろしましりつなかやましょうがっこう）は、広島県広島市東区中山にある公立小学校。

## 沿革

### 略歴
広島市立中山小学校の歴史は、寺子屋であった旭照舎に始まった。その後、1923年に中山尋常高等小学校に改称した。第二次世界大戦降伏後の学制改革によって、安芸郡中山村立中山小学校となった。1956年、現在の校名になる。

### 年表
- 1874年（明治７年） - 旭照舎（寺子屋）創立（安芸郡中山村万休寺）
- 1876年（明治9年）３月 - 旭照舎を中山学校と改称
- 1886年（明治19年）３月 - 中山小学校と改称，新校舎落成
- 1887年（明治20年）４月 - 中山簡易科小学または中山簡易小学校と改称
- 1891年（明治24年）４月 - 安芸郡中山尋常小学校と改称
- 1923年（大正12年）４月 - 中山尋常高等小学校と改称
- 1934年（昭和9年）４月 - 校章制定
- 1941年（昭和16年）４月 - 安芸郡中山村立中山国民学校と改称
- 1946年（昭和21年）４月 - 安芸郡中山村立中山小学校と改称
- 1950年（昭和25年）3月 - 校歌制定
- 1956年（昭和31年）4月 - 広島市立中山小学校と改称
- 1966年（昭和41年）2月 - 特別教育活動指定校に指定される
- 1968年（昭和43年）5月 - 広島大学教育学部附属小学校と教育共同研究校となる
- 1969年（昭和44年）4月 - 広島市・広島県の研究指定校となる
- 1997年（平成9年）8月 - 広島市教育研究推進指定校となる
- 1999年（平成11年）4月 - 情緒障害児学級新設

## 校歌
作詞:真川 淳
作曲:山本 秀

1.峰のみどりに　はぐくまれ
　つきぬ流れを　むすびつつ
　清くかがやく　窓べこそ
　われらが　中山小学校
2.古き歴史を　しのびつつ
　平和の願いを　身にしめて
　かたみにみがく　われらこそ
　のびゆく　中山小学生
3.嵐の朝も　雪の日も
　力いっぱい　一心に
　いそしみむつぶ　市とわらべ
　ああ　わが　中山小学校

## 学校教育目標
人間尊重を基底に，全人教育をすすめる。

### 目指す学校像
- 確かな学力と豊かな感性を育て，元気のよい学校を目指す。
  - 児童が具体的にここが本校の特色と実感できる学校
  - 保護者が自分の子どもを行かせてよかったと思える学校
  - 地域の人が進んで協力したくなる学校

### 目指す子ども像
- 心や体の強い子ども
- 豊かな考えと温かい心を持つ子ども
- 仲良く助け合い行動力を持つ子ども

## 学校行事
| - 4月:始業式、入学式 - 5月:運動会(5月末～6月上旬) - 6月:運動会(5月末～6月上旬) | - 7月:末:夏季休業 - 8月:6日:登校日 - 9月 | - 10月:三世代交流会(地域交流会) - 11月 - 12月:末:冬季休業 | - 1月 - 2月 - 3月:上旬:卒業式、下旬:終業式 |

## 通学区域
- 広島市東区
  - 中山北町(ただし、東浄学区分を除く。)、中山上一丁目、中山上二丁目(ただし、東浄学区分を除く。)、中山鏡が丘、中山中町、中山東一丁目、中山東二丁目、中山東三丁目、中山西一丁目、中山西二丁目、中山南一丁目、中山南二丁目[2]

## 進学先中学校
- 広島市立二葉中学校
  - 広島市立幟町中学校、広島市立温品中学校、広島市立戸坂中学校、広島市立牛田中学校、広島市立福木中学校、広島市立早稲田中学校、広島市立大州中学校、広島市立段原中学校にも進学可能[3]

## 交通
- JR西日本芸備線矢賀駅より徒歩17分
- 広島バス27号(中山)線「中山踏切」バス停より徒歩約10分